# Wojków (województwo podkarpackie)
Wojków – wieś w Polsce, położona w województwie podkarpackim, w powiecie mieleckim, w gminie Padew Narodowa.
| SIMC    | Nazwa   | Rodzaj    |
| ------- | ------- | --------- |
| 0803472 | Rzochów | część wsi |
| 0803489 | Sikory  | część wsi |

W 1568 roku Wojków kupił kasztelan śremski Rafał Leszczyński. W 1629 roku właścicielem wsi położonej w powiecie sandomierskim województwa sandomierskiego był Rafał Leszczyński. W latach 1975–1998 miejscowość należała administracyjnie do województwa tarnobrzeskiego.
W miejscowości tej znajduje się zabytkowa kapliczka, którą zbudowano w 1908 roku. Do 2008 roku funkcjonowała również szkoła. Obecnie w szkole odbywa się nauka gry na gitarze oraz ma zostać otwarta pierogarnia. Znajduje się tu również kąpielisko „Balaton”, na które co sezon przyjeżdżają turyści z całego regionu..
W 1899 w Wojkowie urodził się Jan Kuhl (zm. 1982), profesor Politechniki Śląskiej, twórca śląskiej szkoły badań surowców mineralnych.